# Padarovce
Padarovce (in ungherese: Balogpádár) è un comune della Slovacchia facente parte del distretto di Rimavská Sobota, nella regione di Banská Bystrica.